# محوطه سوراخ گرگک ۱
سوراخ گرگک، منطقه ای در نزدیکی  کوهرنگ بختیاری می باشد.این منطقه متعلق به یکی از خوانین ایل بابادی بنام آقاخان ملقب به (رشید لشکر) نوه ی فرامرز خان بابادی است. آقاخان پسر سوم ملاعالی خان بود، که مالک کل اراضی سوراخ گرگک بود ، وی بر روی تپه ای در این منطقه قلعه ی بزرگی را بنا کردن، در درون این قلعه اتاقک هایی به صورت حجره ساختند و در فصل تابستان که عشایر بختیاری به منطقه ییلاقی(کوهرنگ بختیاری) کوچ میکردند.این حجره ها را در اختیار کاسبانی که به شغل های مانند آهنگری ،نمدمالی و... اشتغال داشتند  می گذاشتند ، آقاخان در سال ۱۳۱۵برای زیارت عازم کربلا شدند ودر راه برگشت در شهر گتوند به دیار باقی شتافتند. وی در این شهر مدفون می باشد.از وی تنها سه پسر باقی ماند ، که بعدها فرزندانش نیز در این قلعه سکونت کردند و چند بار این قلعه به خاطر فرسودگی فرو ریخت و دوباره بازسازی گردید، و هم اکنون آثار برجای مانده از این قلعه هنوز بر جای مانده است.
آثار و نشانه های باستانی این منطقه مربوط به دوران پارینه‌سنگی است و در شهرستان کوهرنگ، بخش مرکزی، دهستان شوراب تنگزی، ۵/۹۶ کیلومتری شرق چلگرد به خط مستقیم، بالای یال جنوبی کوه سوراخ گرگک واقع شده و این اثر در تاریخ ۲۷ اسفند ۱۳۸۷ با شمارهٔ ثبت ۲۶۳۰۳ به‌عنوان یکی از آثار ملی ایران به ثبت رسیده است.